# Municipio de Huehuetlán el Chico
El municipio de Huehuetlán el Chico es uno de los 217 municipios del estado de Puebla, en el centro-oriente de México. Su cabecera es la población del mismo nombre. Forma parte de la región Mixteca Baja Poblana.

## Geografía
Huehuetlán el Chico posee una superficie de 138.575 kilómetros cuadrados que representan el 0.40% de la superficie estatal y se encuentra localizado en el suroeste de Puebla. Las coordenadas geográficas extremas son 10°16′ - 18°27′ de latitud norte y 98°39′ - 98°48′ de longitud oeste y su altitud va de 900 a 1 300 metros sobre el nivel del mar.
El territorio del municipio está formado por un sector principal y un pequeño exclave situado al sur del territorio principal. El sector principal limita al noroeste, oeste y sur con el municipio de Chiautla; al suroeste con el municipio de Jolalpan y al noroeste con el municipio de Teotlalco; al norte limita con el estado de Morelos, en específico con el municipio de Axochiapan. 
El exclave limita al noroeste, oeste y su con el municipio de Cohetzala, al suroeste con el municipio de Chiautla y al noreste con el municipio de Jolalpan.

### Orografía e hidrografía
El relieve de este municipio está marcado por la presencia de los cordones serranos meridionales del Eje Neovolcánico. Otra parte del municipio pertenece al Valle de Chiautla. El territorio de este municipio es irrigado por el río Tepalcingo, que es uno de los afluentes del Nexapa. A su vez, este río es tributario del Atoyac-Balsas, que desemboca en el Océano Pacífico.

### Clima y ecosistemas
La vegetación está dominada por Selva baja caducifolia; la altura de los árboles oscila entre 5-15 metros de alto. Los árboles pierden casi completamente sus hojas en la época seca y muchas de sus especies tienen cortezas de colores llamativos con superficies brillantes y exfoliantes. Flora representativa el género Bursera ha tenido un notable centro de diversificación en esta región (Mixteca Baja Poblana) y en ocasiones llegan a ser dominantes dentro de una comunidad, tal es el caso de la especie arbórea Bursera grandifolia, en Ayoxustla. La familia Fabaceae se encuentra bien representada especies más comunes: Lysiloma divaricatum (guaje), del género Acacia (cubatas). Las cactáceas columnares o candelabriformes en ocasiones también son representativas como Lophocereus marginatus, Pachycereus grandis, P. weberi y Stenocereus stellatus, localmente conocidos como pitayos. Por último a finales de época seca las especies Ipomoea arborescens (cazahuate) e I. murocoides florecen.

## Demografía
De acuerdo a los resultados del Censo de Población y Vivienda de 2010 realizado por el Instituto Nacional de Estadística y Geografía, la población total del municipio de Huehuetlán el Chico asciende a 8 679 personas; de las que 4 179 son hombres y 4 500 son mujeres.
La densidad de población es de 62.63 habitantes por kilómetro cuadrado.

### Localidades
El municipio incluye en su territorio un total de 32 localidades. Las principales, considerando su población del censo de 2010 son:
| Localidad                       | Población |
| Total Municipio                 | 8 679     |
| Huehuetlán el Chico             | 4 742     |
| Tzicatlán                       | 3 051     |
| Ayoxuxtla (Ayoxuxtla de Zapata) | 525       |
| San Miguel el Terrero           | 108       |

## Política
El gobierno del municipio de Huehuetlán el Chico le corresponde, como en todos los municipios de México, corresponde a su ayuntamiento. El ayuntamiento se integra por el presidente municipal, un síndico y el cabildo conformado por seis regidores. Todos son electos por voto popular, universal, directo y secreto para un periodo de cuatro años que pueden ser renovables por un periodo inmediato adicional.

### Subdivisión administrativa
Actualmente cuenta con dos Juntas Auxiliares: Ayoxuxtla de Zapata y Tzicatlán. Eligiendo autoridades por voto universal en urnas o por usos y costumbres en asamblea general, con periodos de tres años, conformado por un presidente auxiliar y 4 regidores.

### Representación legislativa
Para la elección de diputados locales al Congreso de Puebla y de diputados federales a la Cámara de Diputados federal, el municipio de Huehuetlán el Chico se encuentra integrado en los siguientes distritos electorales:
Local:
- Distrito electoral local de 22 de Puebla con cabecera en Izúcar de Matamoros.[4]

Federal:
- Distrito electoral federal 14 de Puebla con cabecera en la ciudad de Acatlán de Osorio.[5]